# Sitobion rosaeiformis
Sitobion rosaeiformis är en insektsart. Sitobion rosaeiformis ingår i släktet Sitobion och familjen långrörsbladlöss. Inga underarter finns listade i Catalogue of Life.